# هنري فان دي فيلدي
هنري فان دي فيلدي كليمنس (بالهولندية: Henry Clemens Van de Velde) (النطق بالهولندية: [ɑʁi vɑndəvɛldə]) (م 3 أبريل 1863 - زوريخ، 15 أكتوبر 1957) مهندس معماري بلجيكي عمل أيضا رساما ومصمم ديكور. يعتبر واحدا من المؤسسين الرئيسيين وممثلي الفن الحديث في بلجيكا. أمضى فان دي فيلدي جزءا كبيرا من حياته في ألمانيا، وقد كان له تأثير كبير على الهندسة المعمارية الألمانية في بداية القرن 20.

## حياته الشخصية
ولد هنري فان دي فيلدي (بالإنجليزية: Henry van de Velde) في أنتويرب ببلجيكا، حيث درس الرسم على يد الرسام تشارلز فيرلات في الأكاديمية الملكية للفنون الجميلة بـ أنتويرب. ثم ذهب متابعة دراسته على يد كارولوس-دوران (بالفرنسية: Carolus-Duran) في باريس.
كرسام شاب تأثر بشكل دقيق ب بول سينك (بالفرنسية: Paul Signac) وجورج سورا (بالفرنسية: Georges Seurat) وسرعان ما تبنى نمط النيو انطباعية.

## فان دي فيلدي والفن الحديث

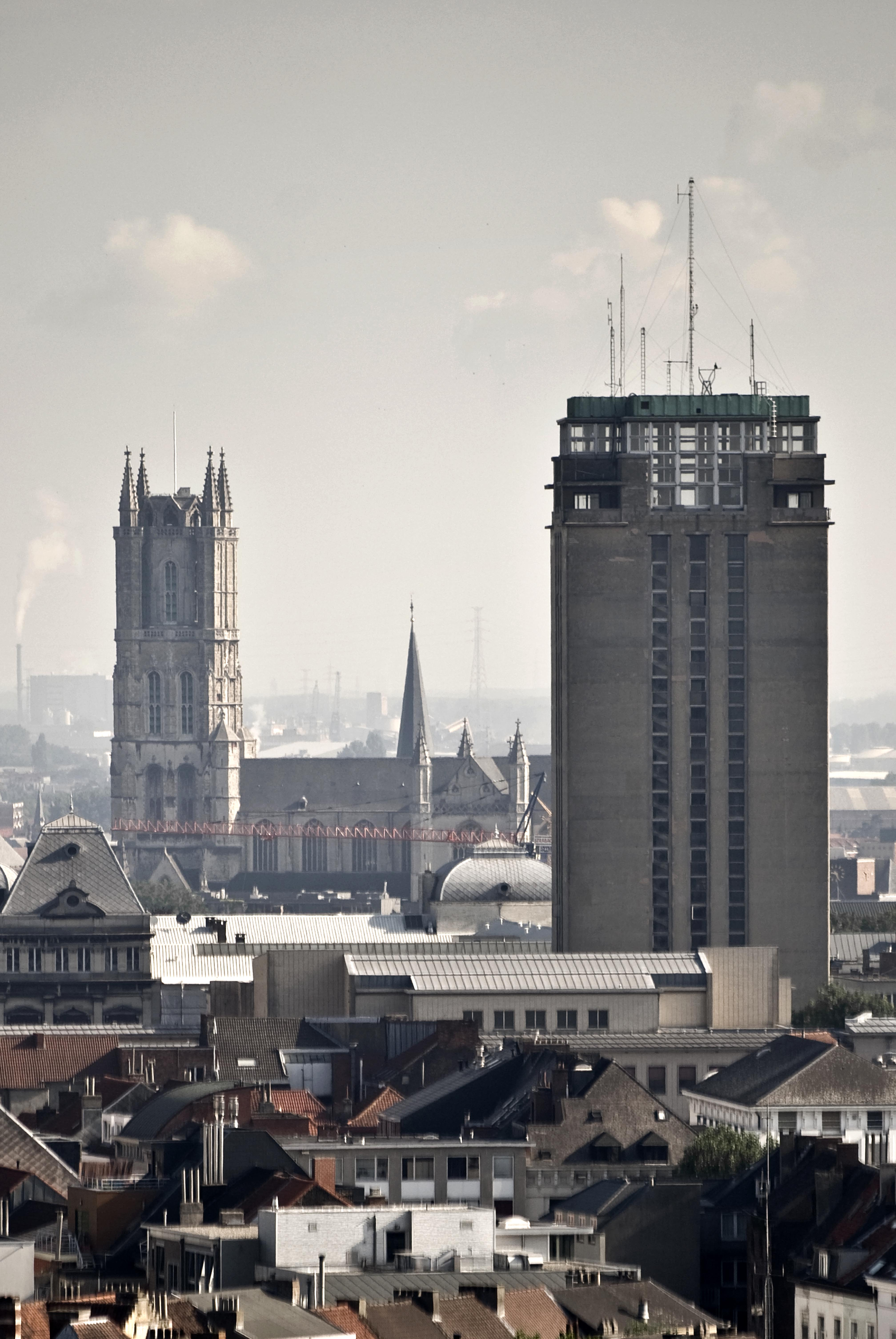
برج الكتاب من جامعة غنت (على اليمين)

في عام 1892 تخلى فان دي فيلدي عن الرسم، وقرر تكريس وقته لفنون الديكور والتصميم الداخلي (الفضة-وجولدسميث التجارة والخزفية وأدوات المائدة، تصميم الأزياء، والسجاد والنسيج تصميم). بيته، بلومينويرف في أووكل (بالإنجليزية: Ukkel)، كانت محاولته الأولى في الهندسة المعمارية، وكانت مستوحاة من حركة الفنون والحرف (بالإنجليزية: Arts and Crafts movement) البريطانية والأمريكية
كما أنه مصمم الديكور الداخلي والأثاث لمعرض الفنون المؤثرة «الفن نوفو» صمويل بنج في باريس عام 1895. وهذا ما أعطى الحركة تسميتها الأولى الفن الحديث، كما عرض جناح بينغ في المعرض العالمي بباريس عام 1900 من قبل فان دي فيلدي.

وقد تأثر فان دي فيلدي بشدة بحركة جون روسكين وويليام موريس للفنون والحرف اليدوية الإنجليزية، وقد كان واحداً من أوائلل المهندسين المعماريين أو مصممي الأثاث الذين قاموا بتطبيق الخطوط المنحنية بأسلوب تجريدي.
وقد لقيت أعمال فان دي فيلدي وتصميماته بقبول في ألمانيا ووصفت بالجيدة، من خلال الدوريات مثل إينين-ديكوريشن (بالألمانية: Innen-Dekoration)، وبعد ذلك حصل على عمولات لعمل تصميمات داخلية في برلين. حول منعطف القرن، قام بتصميم فيلا ليورينج في هولندا، وفيلا إيش في شيمينتز، وهي اثنين من الأعمال التي تبين أسلوبه في الفن الحديث في الهندسة المعمارية. كما أنه مصمم الجزء الداخلي من متحف فولكوانج في هاغن (اليوم المبنى انضم لمتحف كارل إرنست أوسثاوس-ميوزيم) وقد صمم أيضا منزل نيتشه في فايمر.
في عام 1899، استقر فان دي فيلدي في فايمر بألمانيا، حيث أقام في عام 1905 «مدرسة الدوقية الكبرى للفنون والحرف»، جنبا إلى جنب مع «دوق فايمر». وهو الكيان الذي سبق تأسيس باوهاوس، التي عرفت في أعقاب الحرب العالمية الأولى، وفي نهاية المطاف حلت محل مدرسة الفنون والحرف، تحت إمرة المدير الجديد والتر غروبيوس، الذي اقترحه فان دي فيلدي.
فان دي فيلدي بلجيكي، على الرغم من أنه كان يلعب دوراً مهما في جمعية "ويركبوند الألمانية [الإنجليزية]"، التي تأسست للمساعدة على تحسين وتعزيز التصميمات الألمانية بإقامة علاقات وثيقة بين الصناعة والمصممين. وقد عارض فان دي فيلدي هيرمان موثيسيوس في اجتماع ويركبوند لعام 1914 الذي صادف تاريخ «العمارة الحديثة».فقد دعا فان دي فيلدي إلى التمسك بالشخصية الفردية للفنانين بينما دعا هيرمان موثيسيوس إلى التوحيد كمفتاح للتنمية.
اضطر فان دي فيلدي، خلال الحرب العالمية الأولى، باعتباره أحد الرعايا الأجانب، على مغادرة فايمر (على الرغم من أنه كان على علاقة جيدة مع حكومة فايمر)، وقد عاد فان دي فيلدي إلى بلده الأصلي بلجيكا، وفي وقت لاحق، انتقل فان دي فيلدي للعيش في سويسرا وهولندا، قام فان دي فيلدي بتصميم متحف كرولر مولر في أوترلو بهولندا. في عام 1925 عين أستاذا في جامعة غينت في معهد تاريخ الفن وعلم الآثار، حيث ألقى العديد من المحاضرات في الهندسة المعمارية وتطبيق الفنون من سنة 1926 إلى 1936. وقد كان له دور فعال في تأسيس مدرسة الهندسة والفنون البصرية لا كامبري [الإنجليزية] في بروكسل عام 1926، تحت اسم «المعهد العالي للفنون الزخرفية» (بالفرنسية: Institut supérieur des Arts décoratifs)
وقد تابع فان دي فيلدي ممارسسته في الهندسة المعمارية والتصميم، وقد رسمت نفسها كمرحلة جديدة الفن الحديث، التي كانت شعبيتها قبل عام 1910 في الانخفاض. وخلال هذه الفترة، تم إرشاده من قبل المهندس المعماري البلجيكي فيكتور بورجوا.

في عام 1933 كلف بتصميم المبنى الجديد لمكتبة الجامعة (برج الكتاب [الإنجليزية] الشهير). وقد بدأ البناء في عام 1936، ولكن العمل لم يكتمل حتى نهاية الحرب العالمية الثانية. لأسباب تتعلق بالميزانية، ولكن البناء في نهاية المطاف لم يتطابق تماما مع التصميم الأصلي لفان دي فيلدي. فعلى سبيل المثال، أرضية غرفة القراء من الرخام بدلاً من المطاط الأسود.

وقد قام فان دي فيلدي أيضا في تشييد مستشفى جامعة غينت.

## بعض أعماله

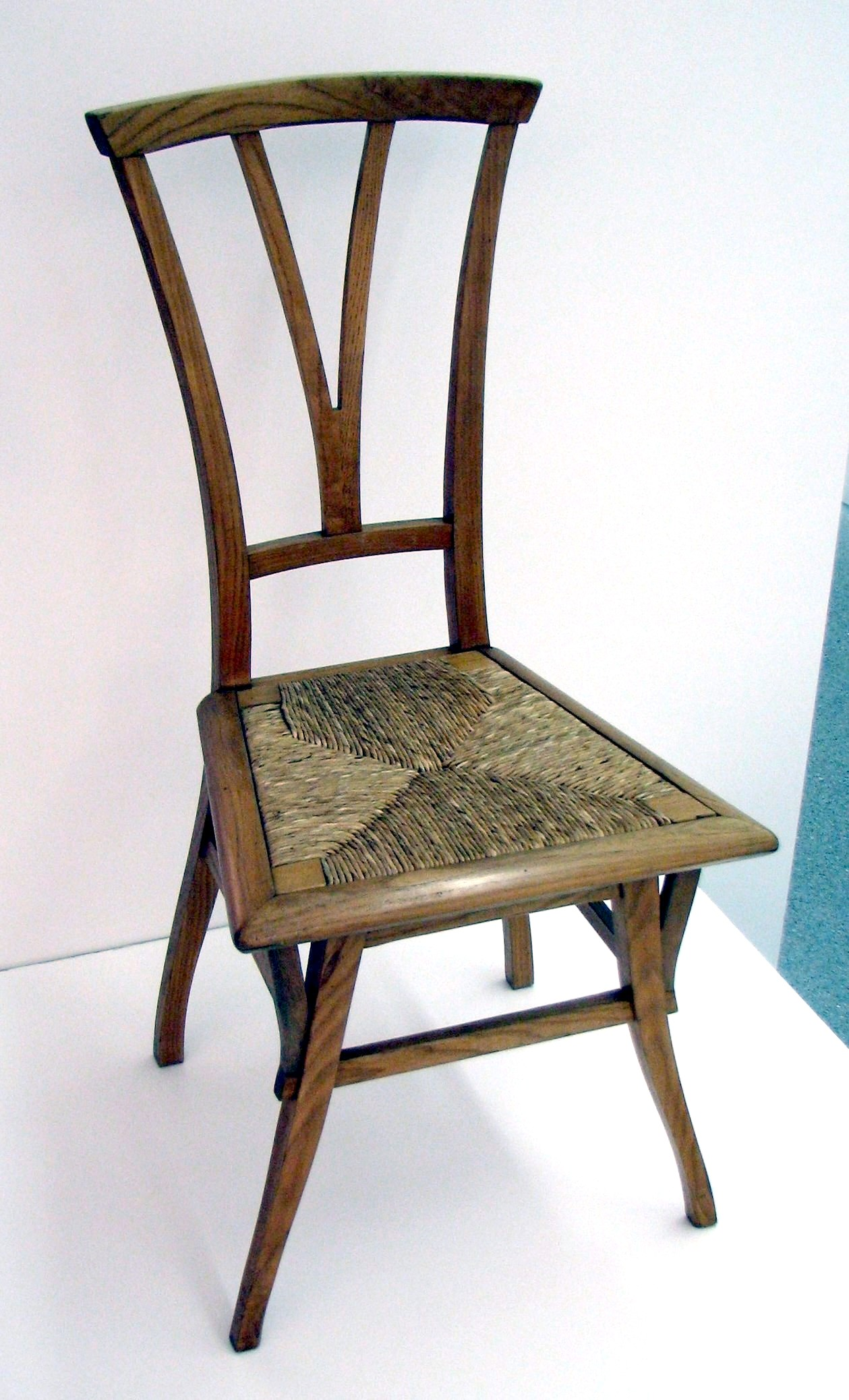
كرسي مصمم لمنزل بلومينويرف (بالإنجليزية: Chair designed for house "Bloemenwerf") عام 1895
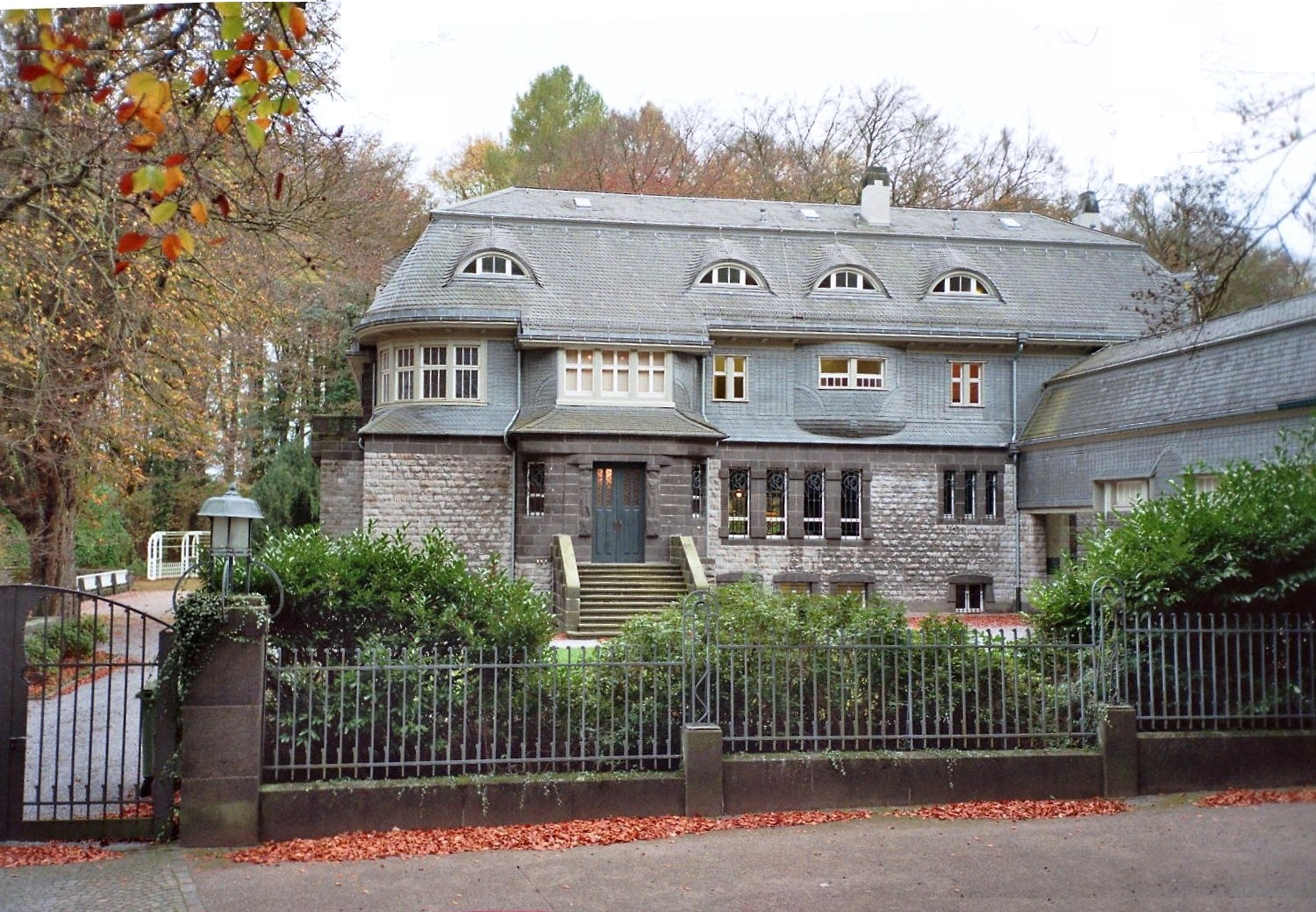
فيلا هوهينهوف في هاغن، ألمانيا (بالإنجليزية: Villa Hohenhof in Hagen)
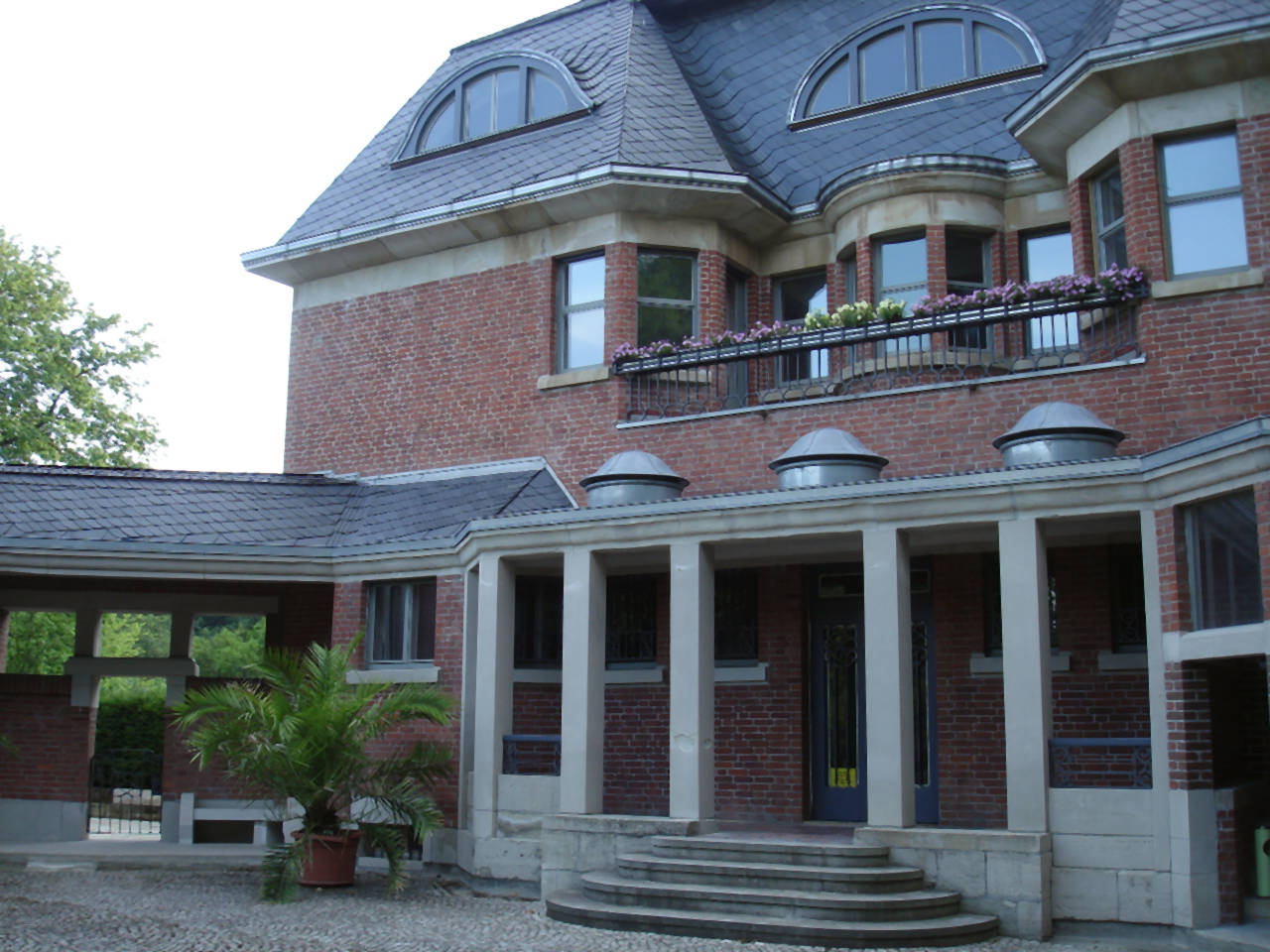
} فيلا شولنبرغ في جيرا، ألمانيا (بالإنجليزية: Villa Schulenburg in Geran)
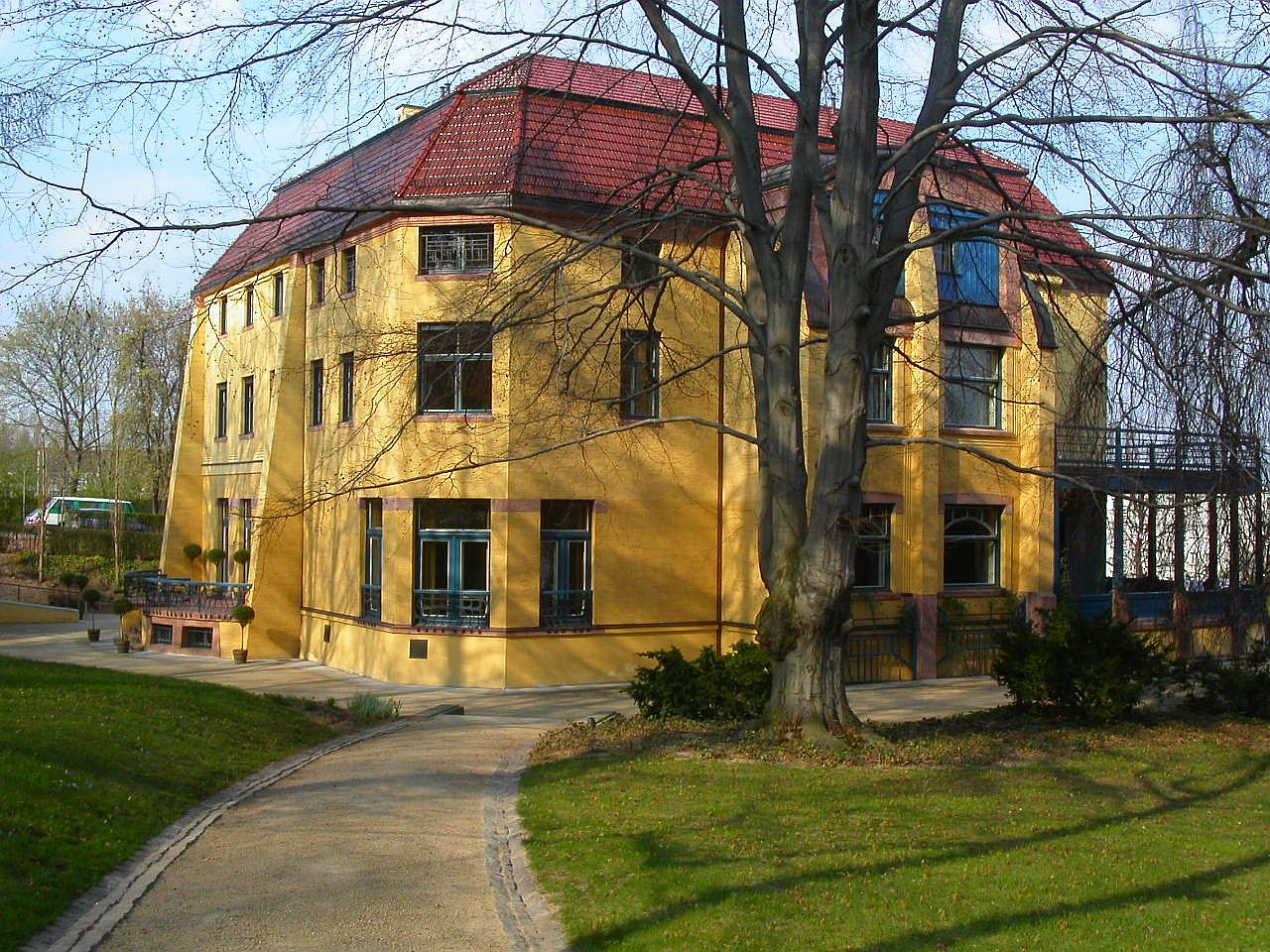
فيلا ايشر في كيمنتس، ألمانيا (بالإنجليزية: Chemnitz, Germany: Villa Esche)
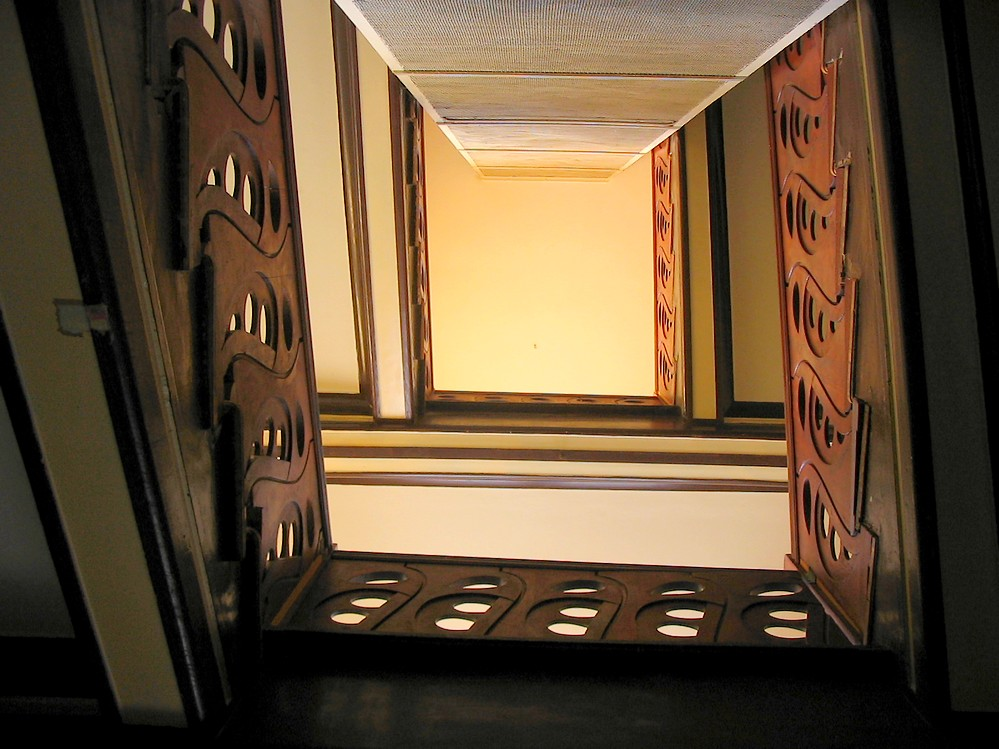
درج مصحة (بالإنجليزية: Staircase of the Sanatorium of Trzebiechów)
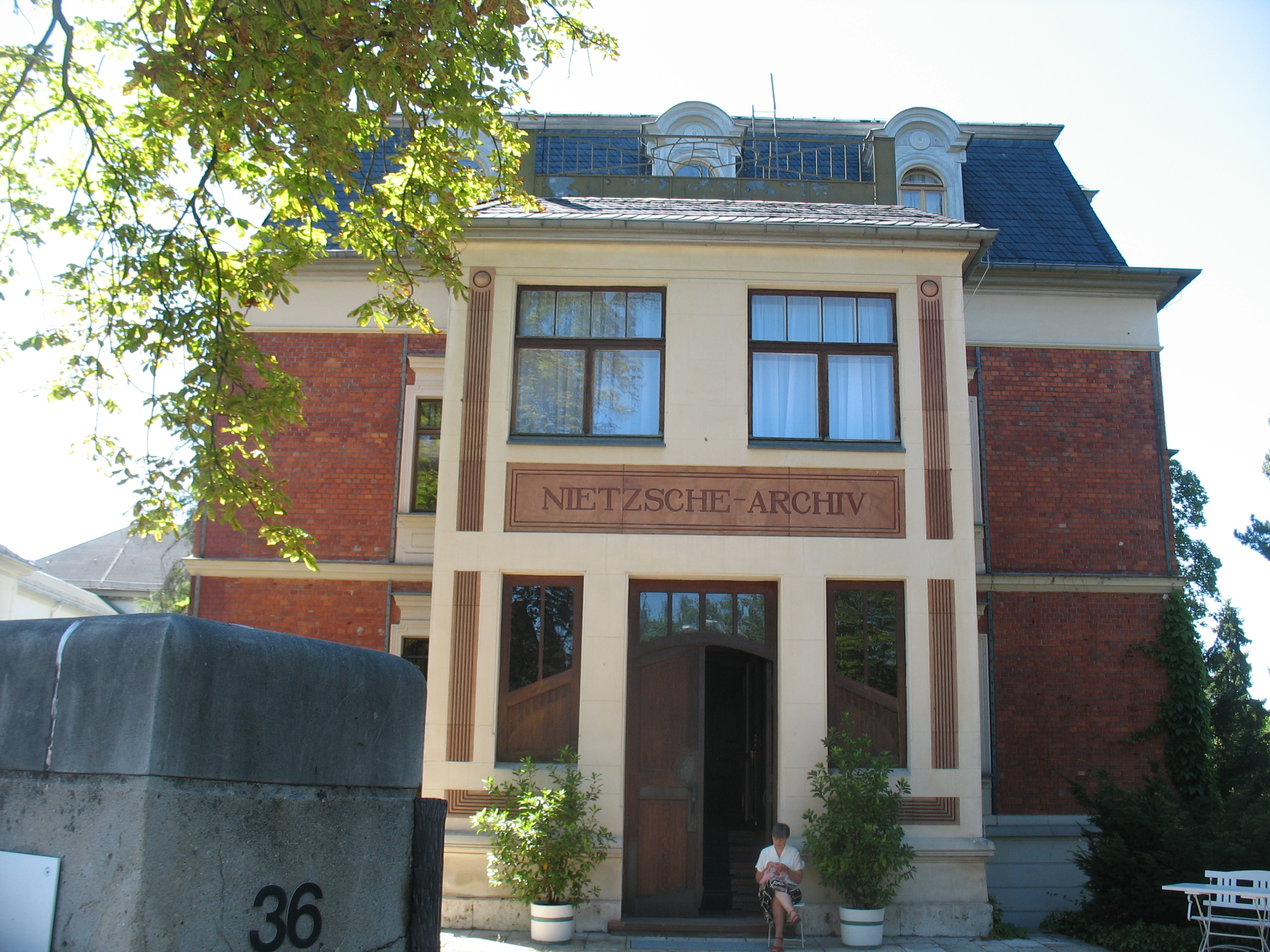
ملحق لأرشيف نيتشه في فايمر (بالإنجليزية: Extension to the Nietzsche Archiv in Weimar)
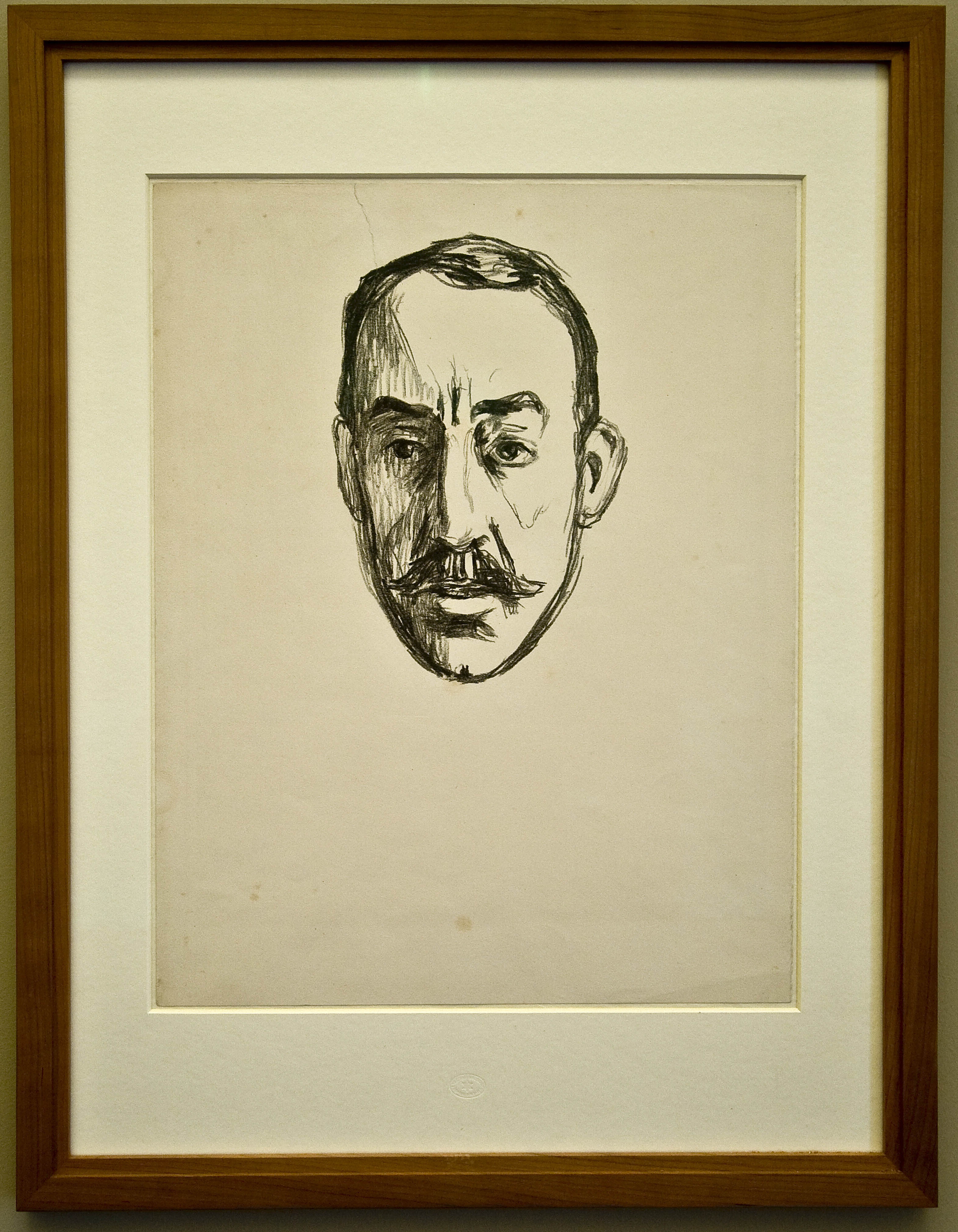
لوحة فنية لـ فان دي فيلدي من طرف الرسام إدفارت مونك (بالإنجليزية: Henry van de Velde by Edvard Munch.)

## روابط خارجية
- هنري فان دي فيلدي على موقع الموسوعة البريطانية (الإنجليزية)
- هنري فان دي فيلدي على موقع مونزينجر (الألمانية)
- هنري فان دي فيلدي على موقع إن إن دي بي (الإنجليزية)